# Ober Ost
Ober Ost es la abreviatura usada en alemán para el término OBERbefehlshaber der gesamten Deutschen Streitkräfte im OSTen, que significa "Comando Supremo de todas las Fuerzas Alemanas en el Este", utilizado durante la Primera Guerra Mundial para designar a la administración militar alemana establecida sobre los territorios del Imperio ruso ocupados por los ejércitos alemanes entre 1914 y 1918. Posteriormente la designación de Ober-Ost se hizo extensiva a la jefatura militar misma y al territorio bajo su control.

## Establecimiento

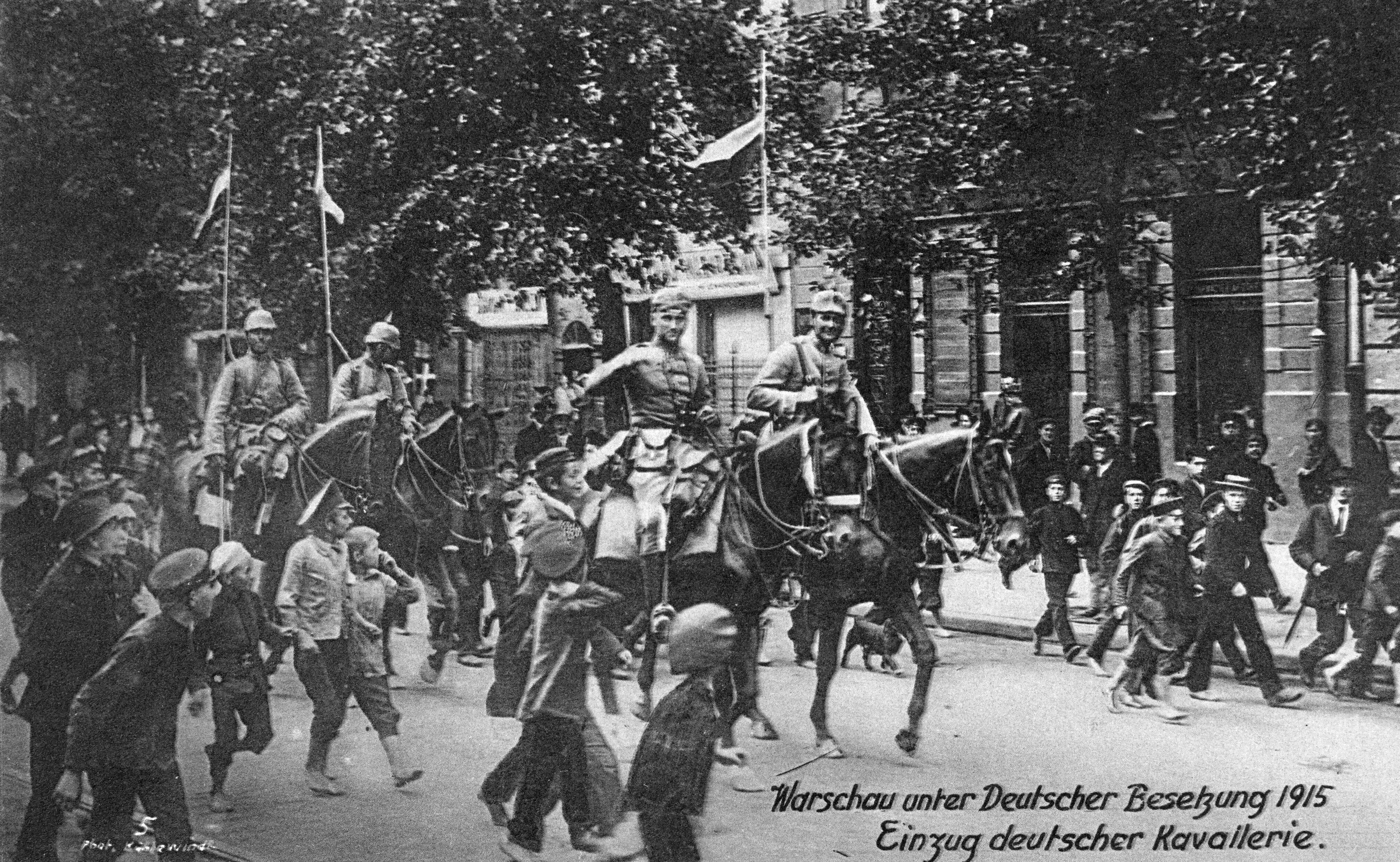
Caballería alemana entrando en Varsovia en 1915

El Ober-Ost fue establecido tempranamente en agosto de 1914 cuando las ofensivas alemanas del inicio de la Primera Guerra Mundial causaron la retirada de las tropas rusas de sus posiciones más occidentales; el avance alemán hacia el este generó que las tropas germanas debieran establecer alguna administración militar para el gobierno de los territorios que conquistaban a su paso, los cuales estaban mayoritariamente habitados por población eslava no rusa y contenían importantes centros industriales y económicos. 
Con los posteriores avances alemanes de 1915 y 1916, el Ober-Ost abarcaba la mayor parte de Polonia, así como vastas zonas de Lituania, Bielorrusia, Letonia, y Estonia, comprendiendo cerca de 108.808 km². En esta primera etapa el comandante supremo del Reichsheer en el frente oriental era el general Paul von Hindenburg (cargo que mantuvo hasta 1916), y por extensión a él se le confió dirigir la primera administración del Ober-Ost.

## Desarrollo y administración

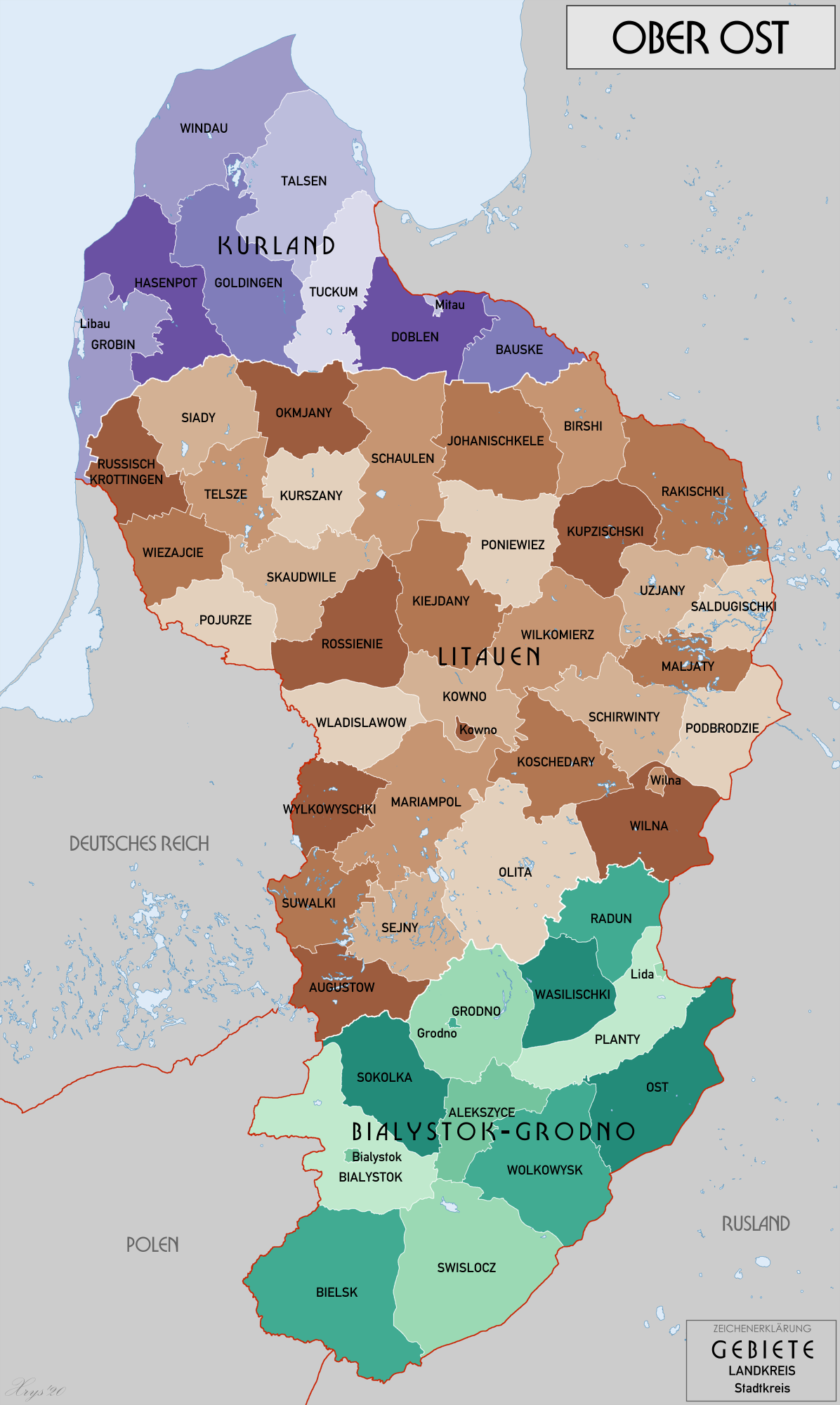
División administrativa del Ober Ost, 1917.

El Ober-Ost fue instituido como una administración puramente militar y transitoria, inicialmente poco severa hacia la población civil de la zona, en tanto se esperaba que la guerra sería de poca duración. No obstante, al ser evidente a inicios de 1915 que la Primera Guerra Mundial duraría años y no unas pocas semanas, la política del Imperio alemán hacia los territorios conquistados de Europa Oriental empezó a modificarse, planificando la explotación económica de este territorio en favor de los intereses alemanes, poniendo atención particularmente en sus elevados recursos agrícolas, aprovechando la vasta extensión de la tierra apta para la agricultura y la poca densidad poblacional del Ober-Ost (en comparación con la densamente poblada Alemania). Ante las destrucciones de la guerra las autoridades alemanas recurrieron a las expropiaciones de productos agrícolas y de ganado animal para alimentar a las tropas y a la población civil de la propia Alemania que se hallaba en las provincias cercanas al frente, imponiendo tributos varios a la población nativa del Ober-Ost y controlando toda la economía del territorio. 
La administración del Ober-Ost estaba confiada casi exclusivamente a la jefatura militar del frente oriental, y tenía especiales instrucciones del gobierno imperial en Berlín para impedir cualquier grado de autodeterminación política de los pueblos que se encontraban dentro de su jurisdicción, determinando que la independencia o incluso la mínima autonomía política interna (de polacos, lituanos, o bielorrusos) no sería consentida por Alemania en modo alguno. 
Inclusive cuando en 1916 el Imperio alemán planeó la creación de la Regencia de Polonia, el gobierno germano dejó en claro que semejante Estado sería un protectorado de Alemania y serviría como simple punto de partida de una nueva ofensiva bélica germana contra Rusia, proporcionando también tropas polacas al servicio del Imperio alemán. De igual forma en septiembre de 1917 la Conferencia de Vilna fue establecida bajo patrocinio alemán para que un grupo de lituanos destacados elaborase una "declaración" fundando un estado lituano independiente que en la práctica quedase subordinado a Alemania. La administración militar alemana impidió no obstante toda participación gubernamental relevante a la población nativa del Ober-Ost, siendo que las decisiones sobre asuntos de gobierno quedaban confiadas solo a funcionarios alemanes excepto al nivel puramente local de aldeas o poblados pequeños.
De hecho, la ocupación alemana siguió desde 1915 una política cultural de progresiva germanización del territorio, exigiendo que la población sujeta al Ober-Ost aceptase la primacía cultural y política de los alemanes, instaurando escuelas alemanas, y difundiendo el alemán como idioma obligatorio para comunicaciones oficiales y administrativas (y prohibiendo el empleo de cualquier otro idioma a nivel gubernativo), alegando que la germanización consistía en una «misión civilizadora de Alemania hacia los no alemanes» al mismo estilo de un imperio colonial. 
Ya en 1915 el general Erich Ludendorff, jefe del estado mayor del Reichsheer en el Ober-Ost, llegó a plantear que los territorios orientales serían hogar de los veteranos alemanes después de ganar la guerra y dichos soldados serían premiados con grandes fincas agrícolas en las vastas regiones del este, proyectadas como zona de colonización agraria germana. Tal proyecto implicaba obviamente que la población nativa del Ober-Ost serviría por completo a los intereses alemanes y que el sistema económico de dichas regiones quedaría subordinado a los dictados y necesidades del Imperio alemán.
Otro rasgo particular del Ober-Ost fue la división del territorio en tres distritos (Bezirke, en alemán): el de Bialystok-Grodno (el más extenso y que abarcaba casi toda la Polonia rusa), el de Lituania, y el de Curlandia; asimismo se prohibió que la población civil transitase libremente entre estos distritos, arruinando a comerciantes viajeros (principalmente judíos) e impidiendo comunicaciones entre familias que vivían en distintos distritos. El aislamiento de las poblaciones nativas se convirtió en otra herramienta de control alemán en tanto las zonas urbanas y rurales solo tenían acceso a las noticias autorizadas por la censura militar alemana, en tanto el mismo servicio de correos y telégrafos había sido severamente limitado en cuanto se prohibieron las comunicaciones entre los diversos distritos.

## Tras el Tratado de Brest-Litovsk
El Ober-Ost conoció una especial etapa en febrero del año 1918, cuando al firmarse el Tratado de Brest-Litovsk con la Rusia bolchevique, los alemanes consiguieron expandir sus territorios orientales hasta abacar casi toda Bielorrusia, la totalidad de Ucrania, la península de Crimea, y todos los países bálticos, colocándolos bajo autoridad alemana. Semejante ganancia territorial generó que el gobierno germano se esforzase con mayor ahínco en la germanización y explotación del territorio, considerando que la posesión de estas tierras necesariamente era una ventaja económica para Alemania y le permitía controlar un hinterland superior al de toda otra potencia europea (mientras Rusia se debilitaba al perder las regiones más industrializadas y prósperas de su territorio). 
Tras la firma del Tratado de Brest-Litovsk la germanización se hizo más intensiva en medio de una ola de euforia triunfalista alemana, y aumentó la demanda de funcionarios administrativos dedicados a ejercer autoridad alemana sobre el Ober-Ost, pero al mismo tiempo se intensificó el control alemán político-económico sobre las poblaciones nativas por cuanto en Berlín se consideraba a Rusia definitivamente vencida tras febrero de 1918 y había poco interés de las autoridades militares germanas en estimular la colaboración voluntaria de la población eslava sujeta al Ober-Ost.

## Derrota alemana y extinción
La grave derrota alemana en las ofensivas de verano de 1918 (la Kaiserschlacht y la segunda batalla del Marne) generaron el armisticio del 11 de noviembre de ese año firmado por Alemania en plena Revolución de Noviembre, que derrocó al Imperio y proclamó la república. La agitación de obreros, marineros, y soldados rasos, exigía una transformación política en Alemania y mostraba muy escaso interés en mantener un imperio colonial en el Ober-Ost que aún no producía ventajas apreciables para las masas germanas. 
Las tropas alemanas se desmovilizaron y presionaron al nuevo régimen para volver a sus casas, tanto en el Frente Occidental como en el Oriental, y en consecuencia los soldados alemanes se retiraron rápidamente del Ober-Ost entre noviembre de 1918 y los primeros días de 1919. El nuevo gobierno republicano alemán no tenía fuerzas para ordenar a sus tropas conservar las posesiones ganadas en el Tratado de Brest-Litovsk en tanto la agitación revolucionaria de los soldados alentaba la desmovilización inmediata, en concordancia con los acontecimientos que sucedían en la propia Alemania. 
Quedaron en el territorio del Ober-Ost solo tropas ultranacionalistas del Freikorps que continuaron luchando en los países bálticos contra los movimientos independentistas de Estonia, Letonia y Lituania, con apoyo de los numerosos alemanes étnicos que allí vivían y quienes deseaban tener bajo su control a los nuevos estados. 
El vacío de poder causado por la repentina retirada de los alemanes fue llenado por otros contendores: las zonas antes ocupadas por los germanos fueron escenario de la guerra civil rusa pues el gobierno bolchevique denunció el Tratado de Brest-Litovsk y reclamó los territorios allí perdidos, mientras sus rivales del Movimiento Blanco también negaban la validez de dicho tratado y ocupaban las zonas abandonadas por los alemanes. Ucrania se proclamaba independiente exigiendo asimismo las zonas antes ocupadas por los alemanes; y competiría militarmente también con Polonia que en 1918 se reconstituía como estado independiente tras un siglo de dominación extranjera. 
Ante el caos de los nuevos conflictos en Europa Oriental el Ober-Ost quedó oficialmente exinguido a inicios de 1919 cuando el gobierno de la República de Weimar disolvió formalmente los restos de la administración militar alemana en los territorios orientales mientras sus soldados ya habían sido mayoritariamente desmovilizados y retornados a sus hogares varias semanas antes.